# 梅尔施泰滕 (巴登-符腾堡州)
梅尔施泰滕是德国巴登-符腾堡州的一个市镇。总面积17.10平方公里，总人口1340人，其中男性686人，女性654人（2011年12月31日），人口密度78人/平方公里。